# スラヴァ (戦艦)
スラヴァ（ロシア語:Славаスラーヴァ）は、ロシア帝国で建造された戦艦である。ロシア帝国海軍では、当初は艦隊装甲艦（эскадренный броненосец）、のち戦列艦（линейный корабль）に分類された。艦名は、ロシア語で「光栄」を意味する女性名詞である。
ロシア帝国が保有した2本煙突の戦艦8隻のうち最後の艦であり、5隻が建造されたボロジノ級戦艦の最終艦であった。竣工は日露戦争には間に合わず、その上、直後にイギリスの戦艦ドレッドノートが就役し、海軍の主力が弩級戦艦へ移ったため、完成と同時に旧式艦として扱われる運命を負っていた。

## 概要

### 戦前
1901年3月22日付けでバルト艦隊に登録、1902年10月19日にサンクトペテルブルクのバルト工廠で起工した。1903年8月16日に進水、1905年6月12日に竣工した。
保有する主力艦の大半を日露戦争で失ったバルト艦隊にとって、新造のスラヴァは前弩級戦艦とはいえ日露戦争の生き残りの艦隊装甲艦ツェサレーヴィチとともに貴重な戦力となった。両艦は専ら母港のあるバルト海を中心に展開し、海が凍る冬期には地中海に遠征航海という行動パターンをとるようになる。
1906年8月1日には、スラヴァは極東から戻ったツェサレーヴィチ、一等防護巡洋艦ボガトィーリとともに、叛乱を起こしたスヴェアボルク要塞に対する砲撃を実施した。

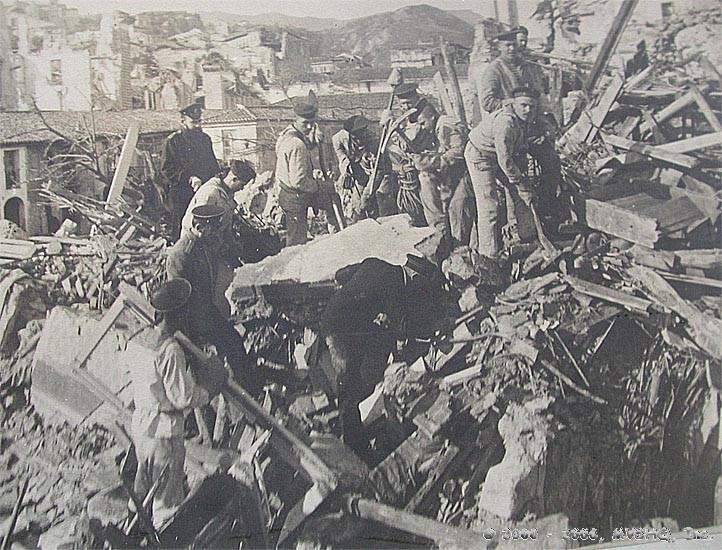
メッシーナ地震で瓦礫の撤去作業に当たるロシア水兵たち

同年、ツェサレーヴィチおよびボガトィーリとともに、スラヴァは最初の練習航海に出た。航海では、ビゼルト、チュニス、トゥーロンといった地中海の諸港を歴訪した。1907年9月27日には、類別をそれまでの艦隊装甲艦から戦列艦に変更された。1908年12月28日には、停泊中であったシチリアのメッシーナにて大きな地震に遭遇した。町は地震とその後の津波とで大きな被害を受け、スラヴァおよびツェサレーヴィチの乗員も救助活動に参加した。水兵らは瓦礫を撤去し、遭難者を救助し、臨時の病院を開設した。このとき、艦上にはメッシーナから500 名の負傷者が担ぎ込まれた。
1910年8月にはスラヴァは缶故障を起こし、仮修理のためツェサレーヴィチによってジブラルタルまで曳航された。そして、翌1911年にかけてトゥーロンにあるフランスのフォルジュ・エ・シャンティエ・ドゥ・ラ・メディテラネ社で本格的修理のためオーバーホールを受けた。

### 第一次世界大戦
1914年に第一次世界大戦が始まると、スラヴァはバルト艦隊の一艦としてリガ湾の防衛任務に就いた。また、戦列艦ツェサレーヴィチ、アンドレイ・ペルヴォズヴァーンヌイ、インペラートル・パーヴェル1世とともに第2戦隊を編成し、バルト海を巡る一連の戦闘に積極的に参加した。
1915年8月8日、戦艦7隻、巡洋艦6隻、駆逐艦24隻、掃海艇14隻からなるドイツ艦隊がリガ湾の西側入り口となるイルベ海峡から湾への突破を試みた。ドイツ艦隊を迎え撃ったのは、戦列艦スラヴァ、航洋砲艦グロジャーシチイ、フラーブルイ、シヴーチ、そして掃海艇隊に砲撃を行った水雷戦隊であった。10時30分、スラヴァは前弩級戦艦エルザスおよびブラウンシュヴァイクと砲戦に入った。ドイツ艦隊は掃海艇T52とT58を機雷によって喪失し、湾への突入を諦めた。8月10日から8月15日にかけて、ロシアの機雷敷設艦アムールはイルベ海峡へさらなる機雷敷設を行った。

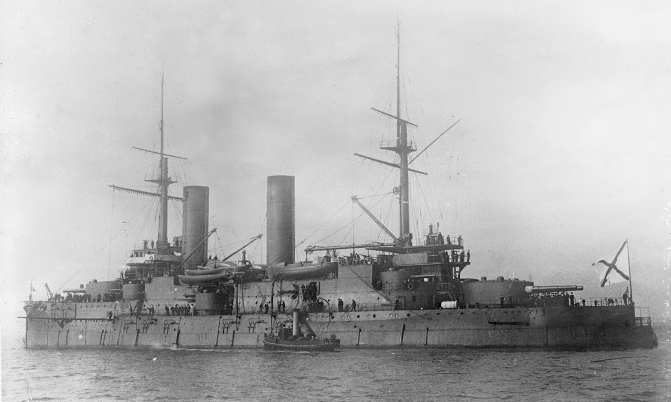
1915年撮影の、後方から見たスラヴァ

8月16日、ドイツ艦隊は再びイルベ海峡より突入、掃海艇T46を失いつつも掃海に成功、湾内に侵入してきた。スラヴァは弩級戦艦ナッサウおよびポーゼンとの戦闘ののち、戦場を離脱せざるを得なかった。8月17日深夜、ドイツの駆逐艦V99とV100がリガ湾への侵入に成功した。ロシアの艦隊水雷艇ノヴィークがこれを発見し、戦闘ののちV99に損傷を負わせた。V99は機雷原に迷い込み、触雷により大破、乗員によって沈没させられた。この日の日中、スラヴァは再びナッサウ、ポーゼンと戦闘を行うも3発の敵弾を受け、リガ湾の北にあるムフ島沿岸へ逃げ込んだ。8月19日には、触雷によってドイツの駆逐艦S31が自沈し、イギリス海軍の潜水艦E1がドイツの巡洋戦艦モルトケに雷撃を行い、損傷を与えた。このように戦力量では圧倒的に不利にあったにもかかわらず、ロシア海軍はスラヴァを中心に激しい抵抗を行い、ドイツ艦隊はリガ湾より一旦撤退を強いられることになった。
その年の秋には、スラヴァはリガ湾にて一度ならず陸戦部隊への支援砲撃を実施した。10月22日には、ドメスネス岬への揚陸作戦に参加し、陸戦部隊を上陸させた。
翌1916年、スラヴァは修理と改修工事を受けた。この工事では艦尾上部構造の1段が撤去され、152mm砲の射界が広げられた。また、主砲の仰角も従来の15度から25度に増加された。これにより、射程は115鏈に強化された。主砲の砲塔上には、76mm高角砲が装備された。
1917年には、ロシア革命が発生した。二月革命後はスラヴァは他の艦とともに臨時政府の管轄に入った。9月には、ロシア共和国政府によって正式に保有が宣言された。
同年8月21日付けで臨時政府よりリガ湾艦隊司令官に任命されたミハイル・バーヒレフ中将は積極策を取った。艦隊では革命後の厭戦気分の高まりやボリシェヴィキの扇動によって主戦論には批判的な圧力が加わっていたが、バーヒレフは出撃を拒否する指揮官を更迭するなど毅然たる態度を示すことによって士気を高めようとした。一方、リガ湾への侵入を図るドイツ艦隊は、執拗に西と北の湾口より攻撃を仕掛けた。戦闘は9月より増加し、10月にはいよいよ主力部隊が戦場に現れた。
10月17日の早朝、警戒に当たっていた艦隊水雷艇デヤーテリヌイがムフ水道に敵主力艦隊発見の報を齎した。バーヒレフは装甲巡洋艦バヤーンに乗艦し、戦列艦スラヴァ、グラジュダニーンと艦隊水雷艇8隻を伴って出撃した。沿岸からは5門の254mm砲台がこれを支援したが、実際に稼動状態にあったのはそのうち2門だけであった。

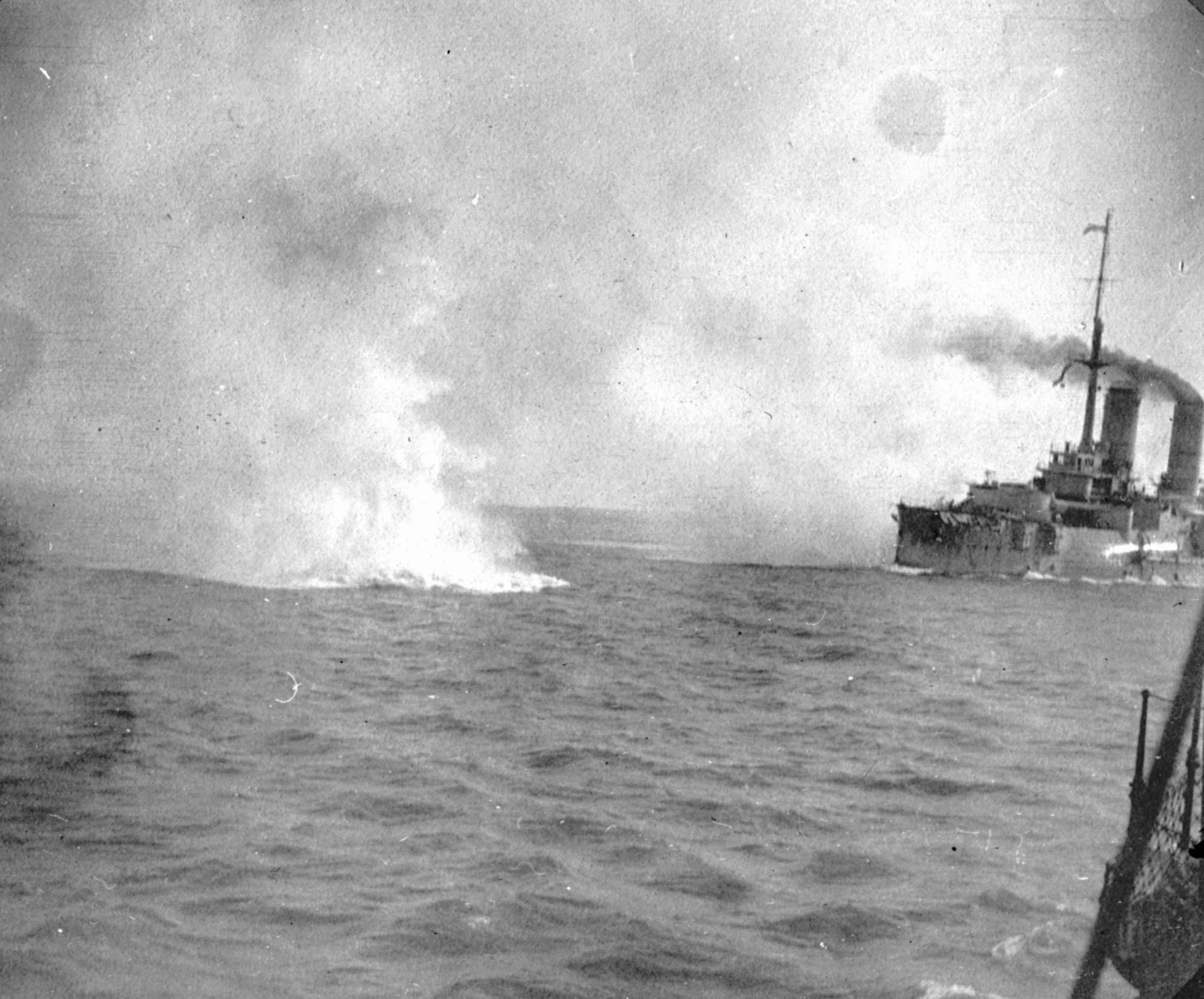
ムフ水道の海戦時に撮影された、スラヴァ

ドイツ艦隊は、弩級戦艦ケーニヒおよびクローンプリンツ・ヴィルヘルム、小型巡洋艦コルベルクおよびシュトラースブルクからなっていた。そして、その火力はロシア側に比べ圧倒的であった。ドイツ艦隊は掃海艇を先頭に機雷原の設置海域と想定した海域を避け航行したが、その結果沿岸砲台の射程圏からも外れてしまった。そのまま独艦隊は僚艦グラジュダニーンの射程に入る前に砲戦を開始し、スラヴァは単艦での戦闘を強いられた。
最初に砲撃を開始したのはロシア側であった。スラヴァは110鏈の距離から先頭を進んでいたドイツの掃海艇隊に対し砲門を開いた。砲撃目標はすぐに戦艦に移り、一方、ドイツ側は急いで掃海艇を引っ込め、戦艦を前に押し出した。ケーニヒはスラヴァに対し、クローンプリンツはグラジュダニーンに対して砲撃を行った。ロシア側の機動力は、海峡の水深の浅さに減ぜられていた。ドイツ艦隊は急速にロシア艦隊を捉え、距離100鏈以下にまで接近した。11時20分には、昼食のため一旦戦闘は中止された。このとき、バヤーンの司令部からは、バーヒレフ提督は本艦の素晴らしい射撃に満足している旨、スラヴァに信号が送られた。
しかし戦闘の初期段階で、すでにスラヴァの前部主砲塔は故障を来たしていた。これは整備ミスによるものと推測された。11発の主砲弾が発射されたに過ぎなかったが、2門の砲とも故障して射撃不能となった。

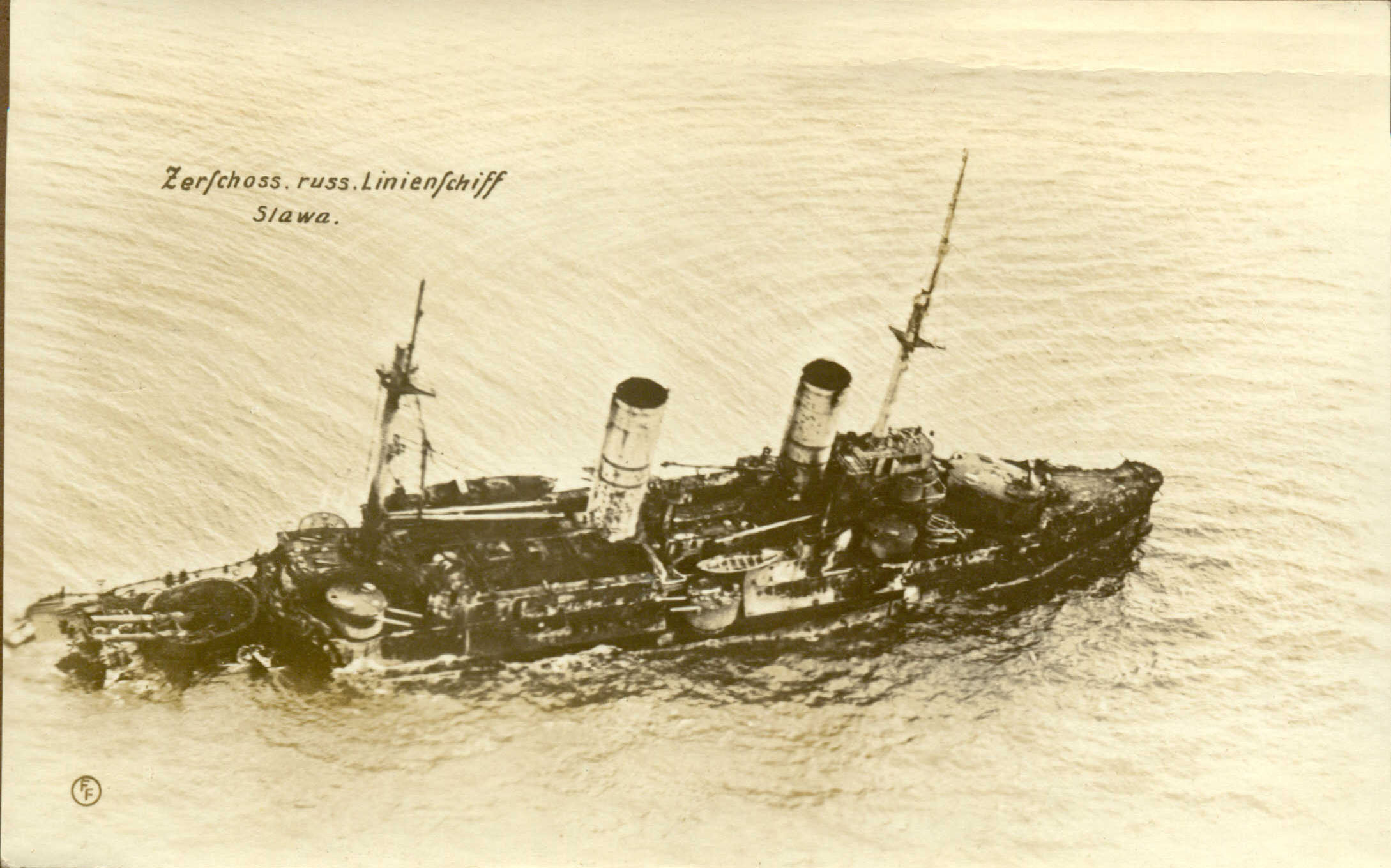
1917年末に撮影された、大破したスラヴァ

圧倒的な戦力に押されて、ロシア艦隊は次第に北方へ後退し始めた。戦闘は35分も続き、その間にスラヴァは7発の命中弾を浴びた。2 発の砲弾が下部装甲帯に命中し、前部動力機関室に当たる箇所の水中に破孔を穿った。そのため艦内には1130 tに及ぶ浸水が発生、1.5 mの沈み込みと左舷への8 度の傾斜が生じた。傾斜は、右舷側の回廊に浸水させることにより、のちに4 度に改善された。装甲帯に命中した3 発の砲弾のうち、2 発が装甲を貫通した。そのため砲廓に火災が生じたが、これは消火班の活躍によりすぐさま鎮火された。戦闘の終結まで、後部主砲塔は先任士官の指揮の下、独立して砲撃を続けた。軍医は、自ら負傷しながらもほかの負傷者の手当てにあたった。艦長のV・G・アントーノフ海軍大佐は最後まで指揮を諦めず、艦の戦闘能力を保持した。戦場にはドイツ軍爆撃機が飛来したが、スラヴァの高角砲はそのうち1 機を撃墜した。
グラジュダニーンとバヤーンは勇敢にスラヴァをかばったが、グラジュダニーンは305mm砲弾2発、バヤーンは1発の命中弾を受けた。3隻とも沈没することはなかったが、もともと水深の浅いムフ水道において、喫水付近を損傷したスラヴァには着底の危険が生じた。バーヒレフはスラヴァを自沈させる決断をし、乗員を救うために艦隊水雷艇を差し向けた。スラヴァが沈む前、最初に艦に到着した艦隊水雷艇シーリヌイが141 名の水兵を救出した。
艦を海峡の入り口にまで移動させると、艦を座礁させアントーノフ艦長が最後に艦を離れた。13時17分、後部主砲塔火弾火薬庫が誘爆を起こした。これにより艦尾が吹き飛び、火災が発生した。そして、艦隊水雷艇トゥルクメーネツ＝スタヴロポーリスキイの魚雷によってスラヴァは破壊された。一方、僚艦のグラジュダニーンはクローンプリンツの追撃を何とかかわし、戦闘を生き延びた。これが、第一次世界大戦におけるバルト艦隊による最後の大規模な戦闘となった。
1918年5月29日、スラヴァは公式にバルト艦隊より除籍された。

## 艦長
- A・A・バジェーノフ海軍大佐
- セルゲイ・ヴャーゼムスキイ海軍大佐
- V・V・コヴァレーフスキイ海軍大佐
- V・G・アントーノフ海軍大佐

## ギャラリー

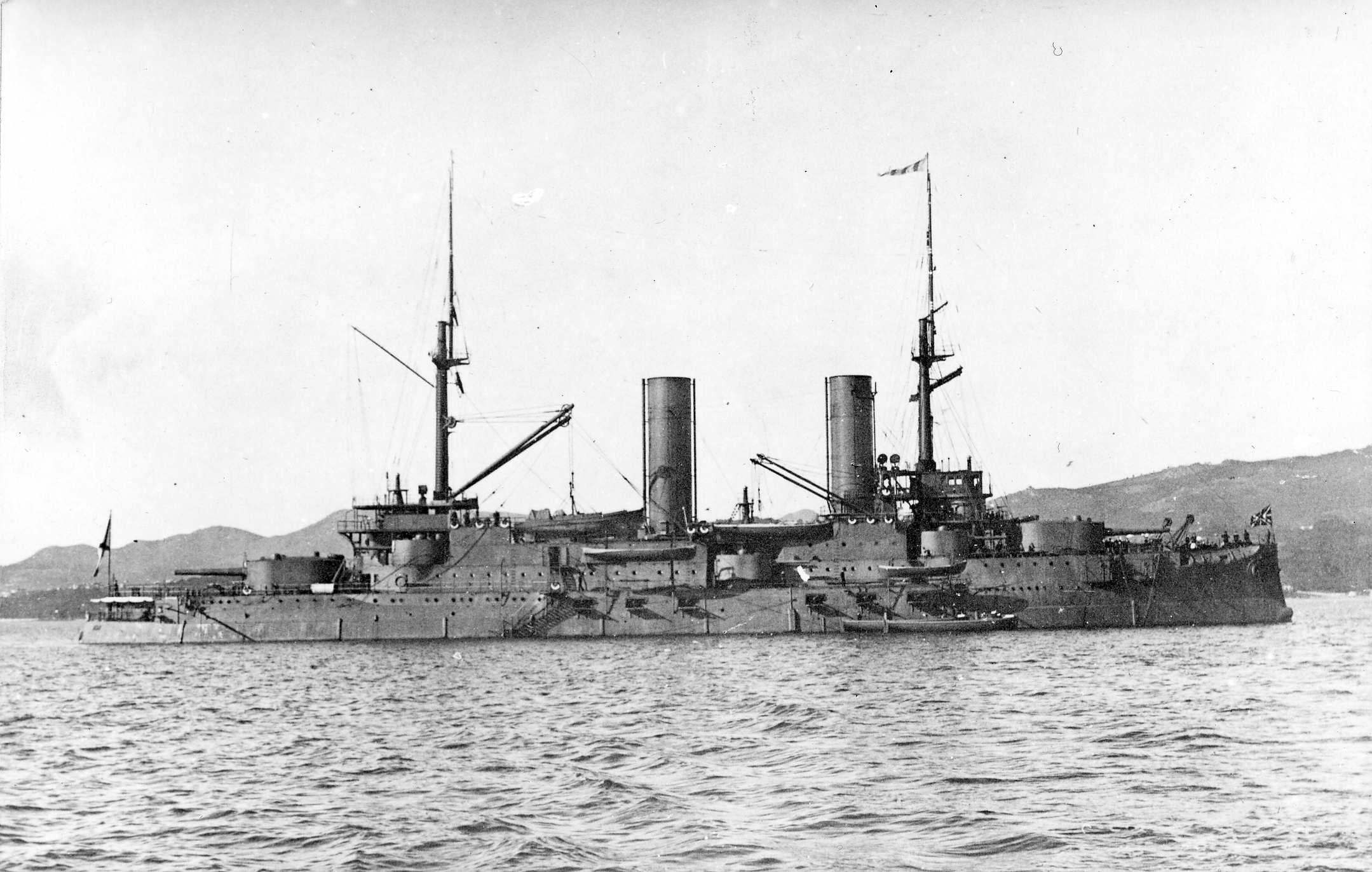
右舷から見たスラヴァ。1916年の改装前の撮影。
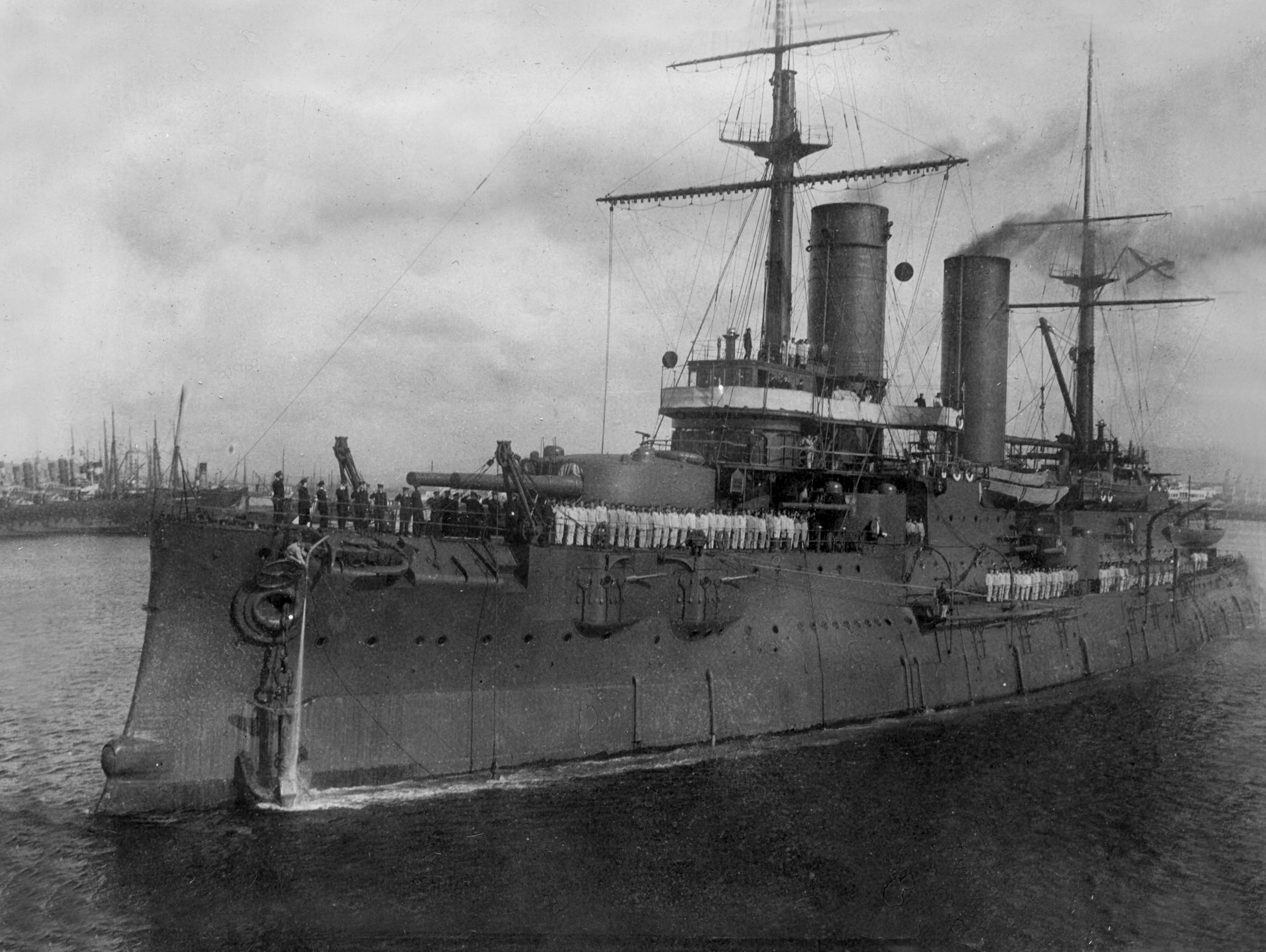
1907年、ピレウスに停泊するスラヴァ。
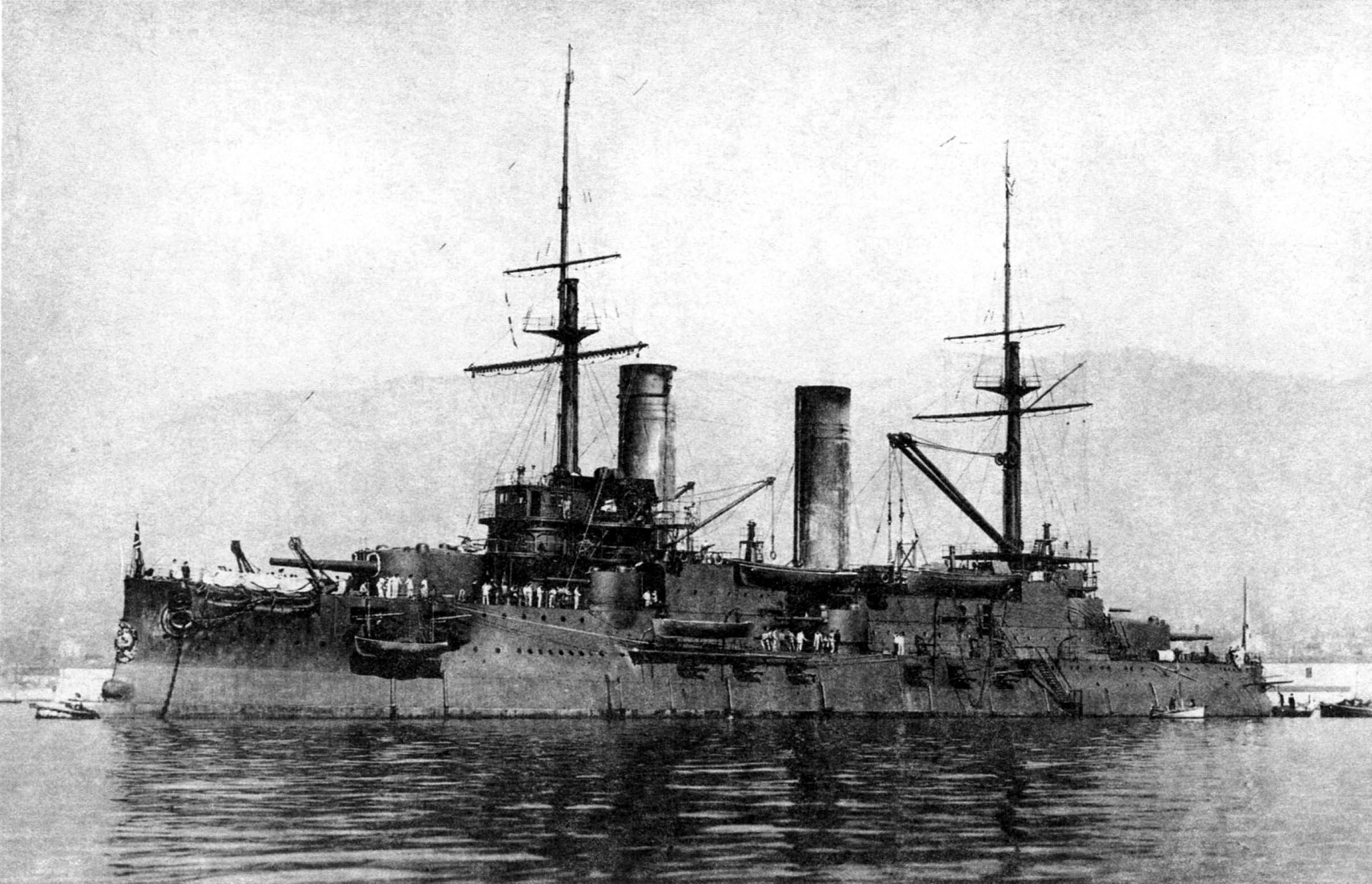
1908年に地中海で撮影されたスラヴァ。
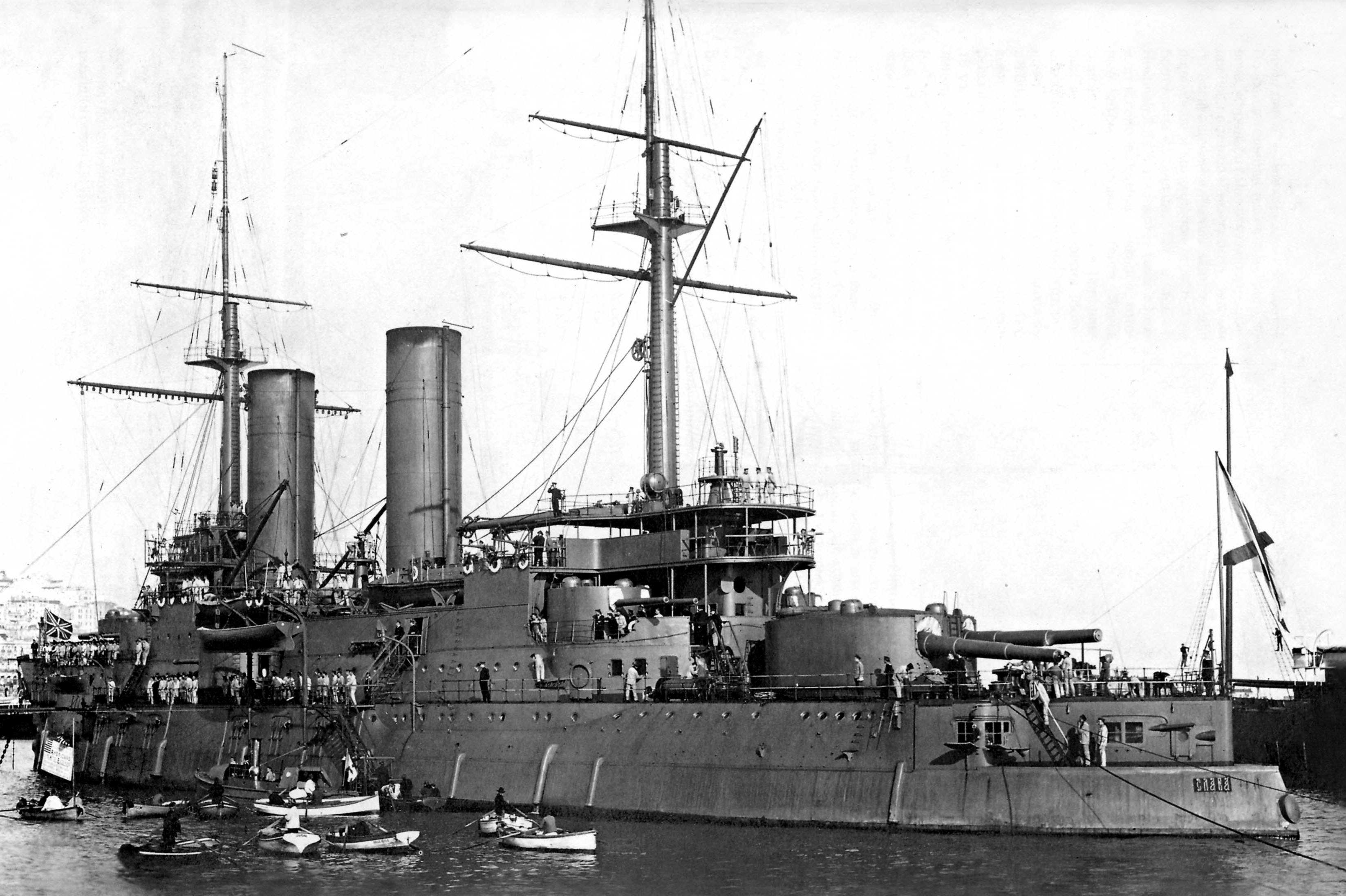
1908年12月、ナポリに停泊中のスラヴァ。後方からの写真で、艦尾の魚雷発射管、その脇の「СЛАВА」の銘板、後部主砲塔、後部艦橋、その下の副砲塔などがよく見える。
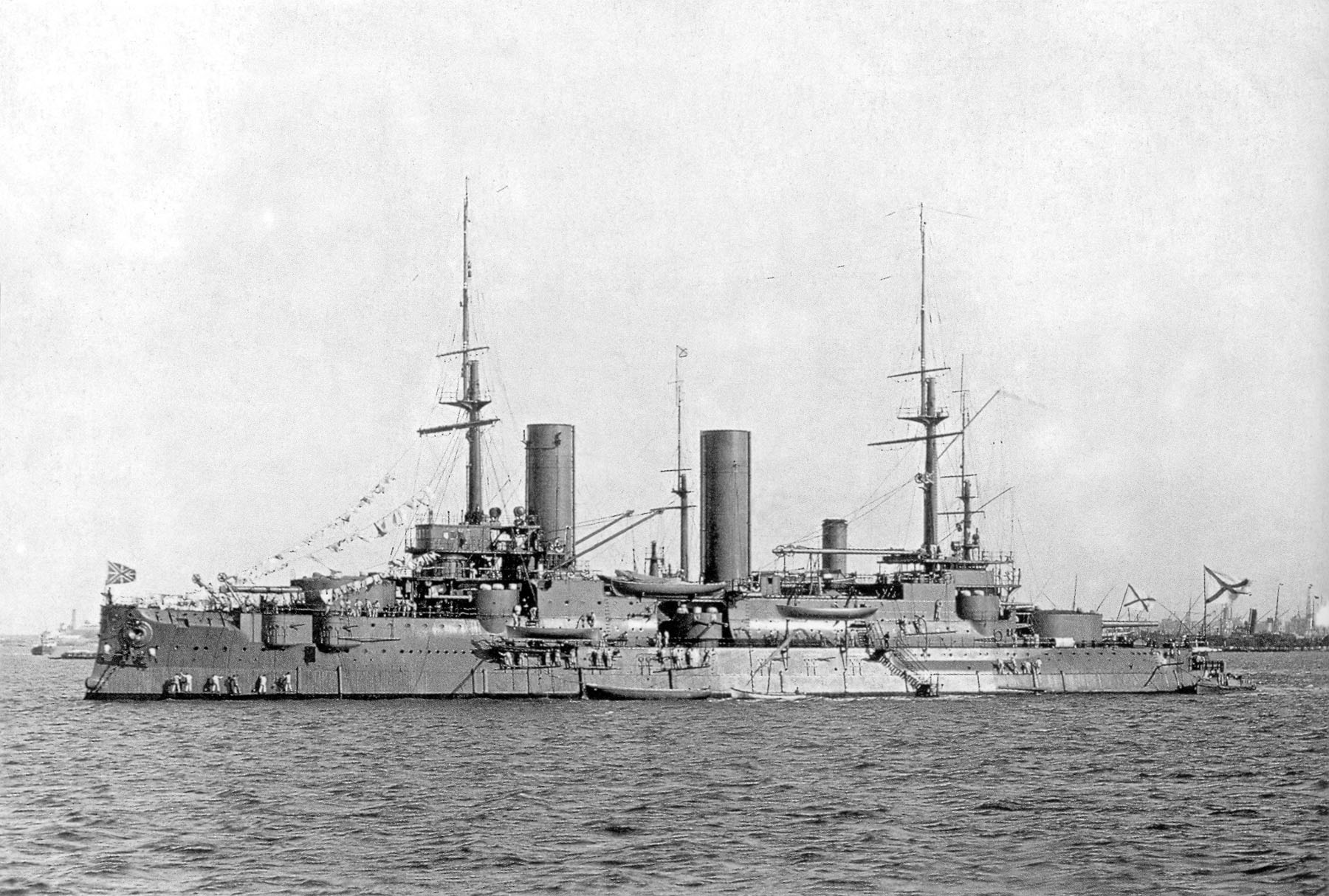
1910年代にクロンシュタットで左舷方向より撮影されたスラヴァ。
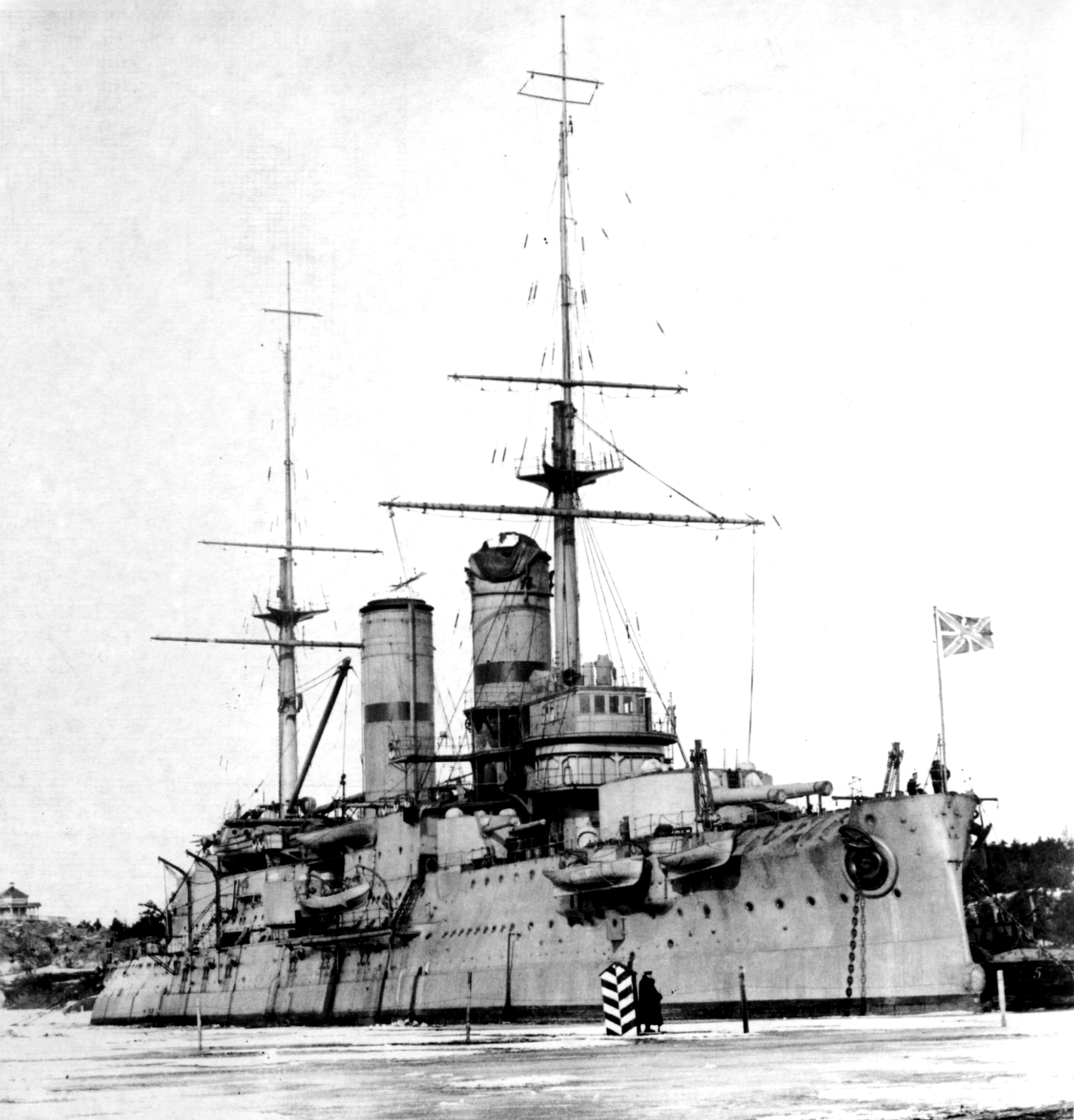
1911年から1912年にかけての冬、ヘリシンクフォルスに停泊するスラヴァ。
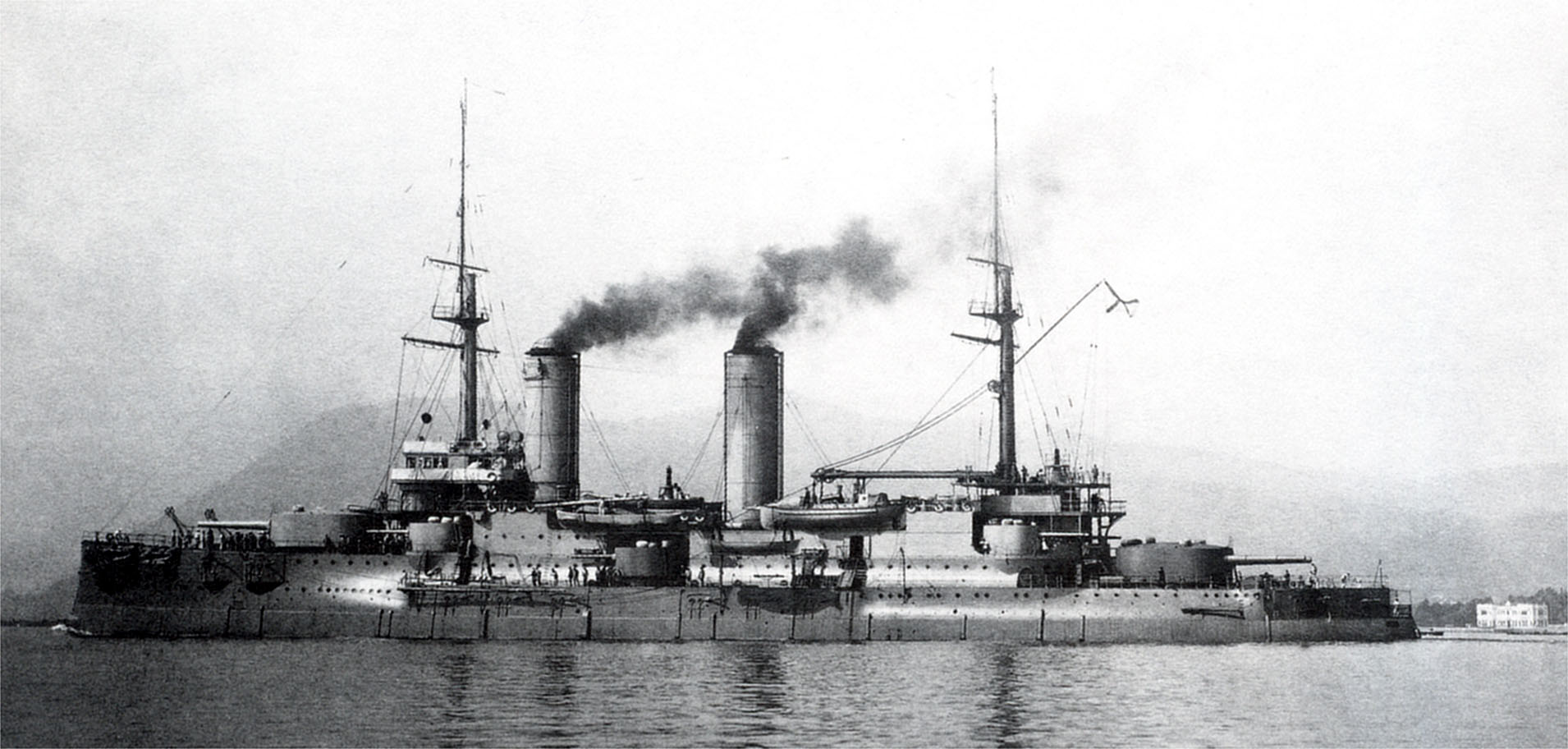
1912年に左舷方向より撮影されたスラヴァ。
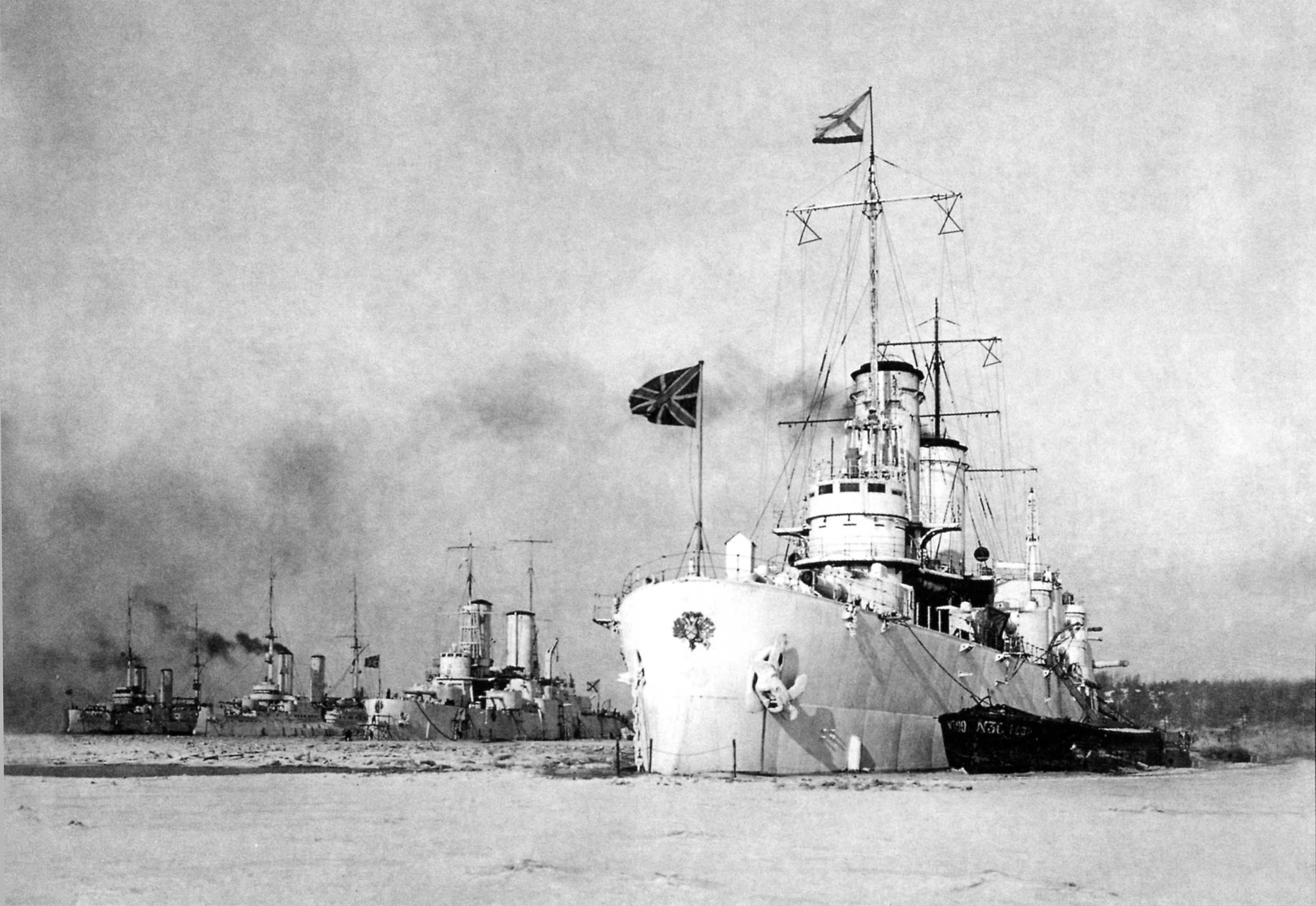
1914年から1915年の冬、ヘリシンクフォルスに勢揃いした第二戦隊の面々。手前からアンドレイ・ペルヴォズヴァーンヌイ、インペラートル・パーヴェル1世、ツェサレーヴィチ、一番奥がスラヴァ。
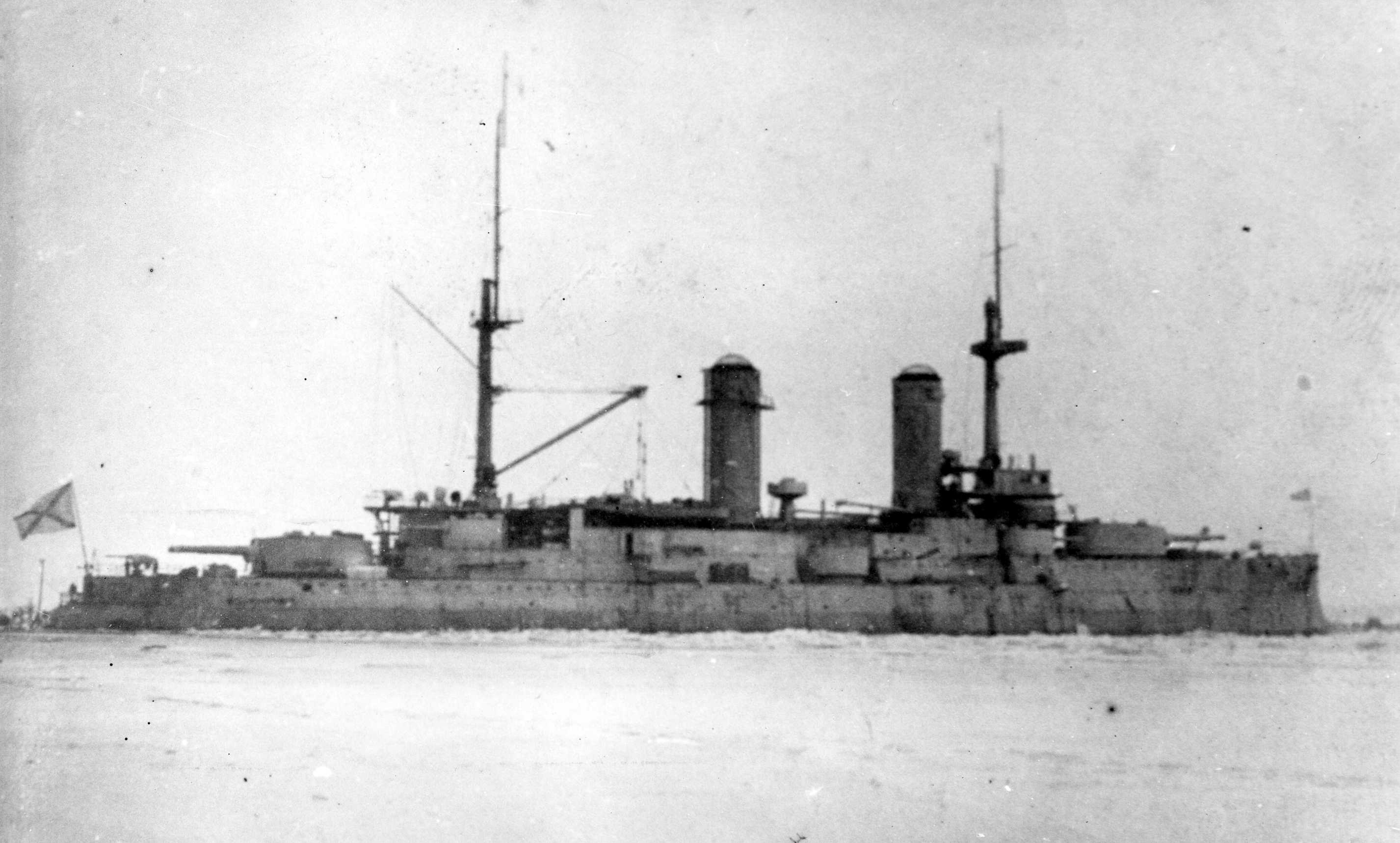
1916年の改装後に撮影されたスラヴァ。後部艦橋の高さが切り詰められている。1917年の革命直前の冬の撮影と推測される。
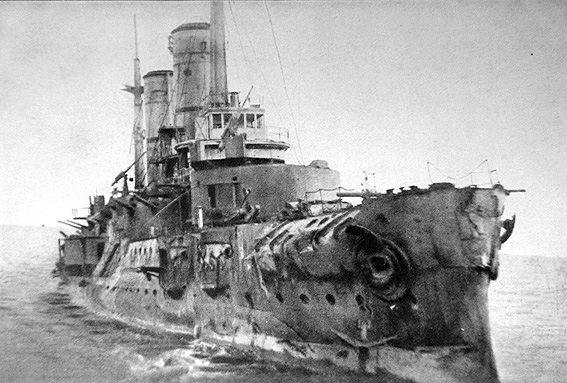
1917年10月に撮影された、大破したスラヴァ。各砲は敵を睨んだままである。
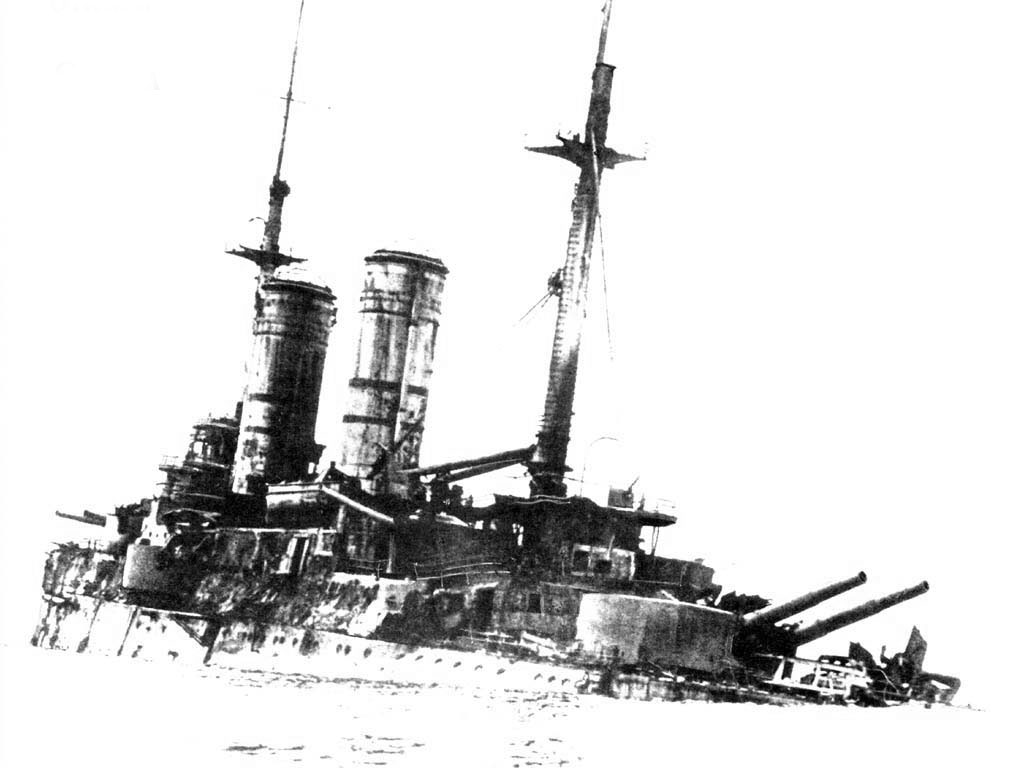
1917年10月に後方から撮影された、大破したスラヴァ。1916年の改装で仰角を増した主砲の様子が見て取れる。